# 2738 Viracocha
2738 Viracocha è un asteroide della fascia principale. Scoperto nel 1940, presenta un'orbita caratterizzata da un semiasse maggiore pari a 2,7188238 au e da un'eccentricità di 0,1138777, inclinata di 1,11425° rispetto all'eclittica.
L'asteroide è dedicato all'omonima divinità creatrice inca, che ha un compagno inseparabile e una controparte malvagia in Taguacipa. A simbolaggiare la loro inseparabilità, a quest'ultimo è stato dedicato l'asteroide con la numerazione attigua 2739 Taguacipa.